# Olivier Lecat
Pour les articles homonymes, voir Lecat.
Olivier Lecat est un ancien joueur désormais entraîneur français de volley-ball né le 30 avril 1967 à Antony (Hauts-de-Seine). Il mesure 1,88 m et jouait passeur. Il totalise 110 sélections en équipe de France.

## Joueur

### Clubs
| Club              | Pays     | De        | À         |
| ----------------- | -------- | --------- | --------- |
| AAS Fresnes       | 🇨🇵France |           |           |
| Montpellier UC    | France   | 1988-1989 |           |
| Stade Poitevin    | France   |           | 1995-1996 |
| Nice Volley-Ball  | France   | 1996-1997 | 1996-1997 |
| Tours Volley-Ball | France   | 1997-1998 | 2001-2002 |

### Palmarès
- Coupe de France de volley-ball masculin (1)
  - Vainqueur : 1996
  - Finaliste : 2000, 2001

## Entraîneur

### Clubs
| Club               | Pays   | De        | À         | Qualité   |
| ------------------ | ------ | --------- | --------- | --------- |
| France             | France | 2005-2006 | 2010      | adjoint   |
| Stade Poitevin     | France | 2006-2007 | 2012-2013 | principal |
| Tourcoing LM       | France | 2013-2014 | 2015-2016 | principal |
| Montpellier Volley | France | 2016-2017 | 2023      | principal |

### Palmarès
- Championnat de France de volley-ball masculin (1)
  - Vainqueur : 2011, 2022
  - Finaliste : 2007, 2008, 2012

- Championnat de Ligue B de volley-ball masculin (1)
  - Vainqueur : 2014